# Mikroorganizmi
Mikroorganizmi är det femte studioalbumet från den montenegrinska sångaren Rambo Amadeus och är inspelat tillsammans med Goran Vejvoda. Det släpptes år 1996 och innehåller 9 låtar.

## Låtlista
1. "Mikroorganizmi" – 5:17
2. "Alo Požega" – 3:38
3. "Smrt No. 2" – 4:29
4. "Evribadi dens (nau)" – 4:27
5. "Mango Chutney Jungle" – 4:53
6. "Ray Ban protiv Linguafona" – 4:24
7. "Linguafon protiv Johna Kwesija" – 4:33
8. "Oklopno Rave Kolo Gucha 2001 GTLX" – 4:38
9. Gömd låt – 5:32